# 장군의 딸
《장군의 딸》(영어: The General's Daughter)은 미국에서 제작된 사이먼 웨스트 감독의 1999년 미스터리 스릴러 영화이다. 존 트러볼타, 매들린 스토 등이 출연하였고, 메이스 뉴펠드 등이 제작에 참여하였다.

## 출연진
- 존 트러볼타 - 미국 육군 범죄수사대(CID) 특수 요원 폴 브레너 3호준사관장 역
- 매들린 스토 - CID 특수 요원 세라 선힐 1호준사관 역
- 제임스 크롬웰 - 조 캠벨 중장 역
- 티머시 허턴 - 윌리엄 “빌” 켄트 대령 역
- 레슬리 스테펀슨 - 엘리자베스 캠벨 대위 역
- 대니얼 본바건 - 야들리 경찰서장 역
- 클래런스 윌리엄스 3세 - 조지 파울러 대령 역
- 제임스 우즈 - 로버트 "밥" 무어 대령 역
- 마크 분 주니어 - 댈버트 엘킨스 병장 역
- 존 비즐리 - 돈 슬레신저 대령 역
- 보이드 케스트너 - 제이크 엘비 대위 역
- 브래드 바이어 - 브랜스퍼드 대위 역
- 존 벤저민 히키 - 굿선 대위 역
- 존 프랭컨하이머 - 소넌버그 대장 역

## 기타 제작진
- 공동 제작: 스트래턴 리어폴드
- 배역: 민디 마린
- 미술: 데니스 워싱턴
- 의상: 에리카 이델 필립스

## 우리말 녹음
MBC 성우진
- 이규화 - 폴 브레너 (존 트러볼타)
- 윤소라 - 세라 선힐 (매들린 스토)
- 김태훈 - 캠벨 중장 (제임스 크롬웰)
- 문남숙 - 엘리자베스 캠벨 (레슬리 스테펀슨)
- 박조호 - 파울러 대령 (클래런스 윌리엄스 3세)
- 최한 - 켄트 대령 (티머시 허턴)
- 표영재 - 브랜스퍼드 대위 (브래드 바이어)
- 김명수 - 무어 대령 (제임스 우즈)
- 이종오 - 슬레신저 대령 (존 비즐리)
- 이도련 - 소넌버그 대장 (존 프랭컨하이머)
- 이성 - 캘 (릭 다이얼)
- 이철용 - 경찰서장 (대니얼 본바건)
- 이상범
- 박신희
- 방성준
- 이원찬
- 정재헌